# Oskar Brüsewitz

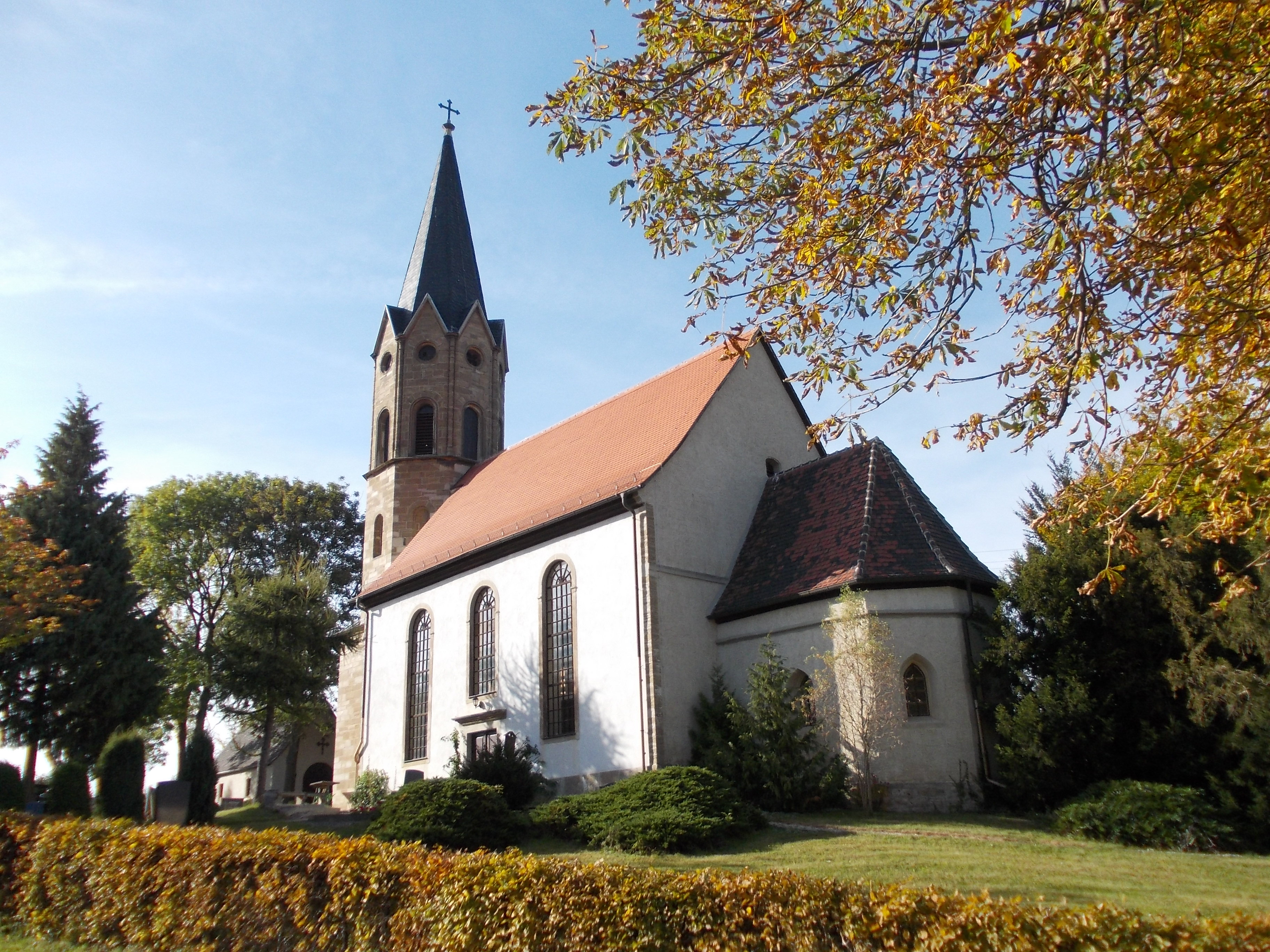
Kostel Rippicha (Gutenborn, okres Burgenlandkeis (BLK), Sasko-Anhaltsko), spojený se jménem Oskara Brüsewitze

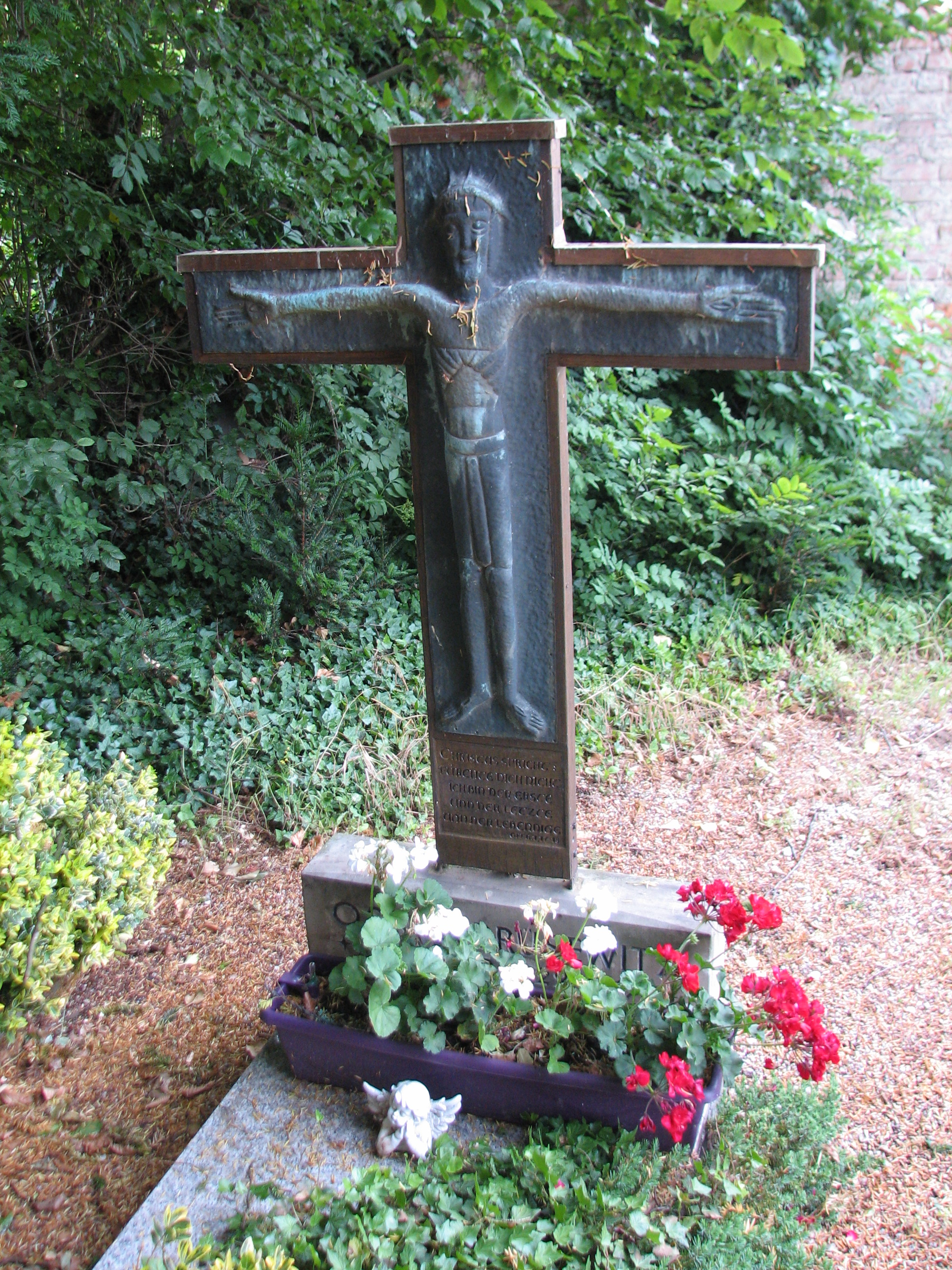
Hrob Oskara Brüsewitze za kostelem Rippicha

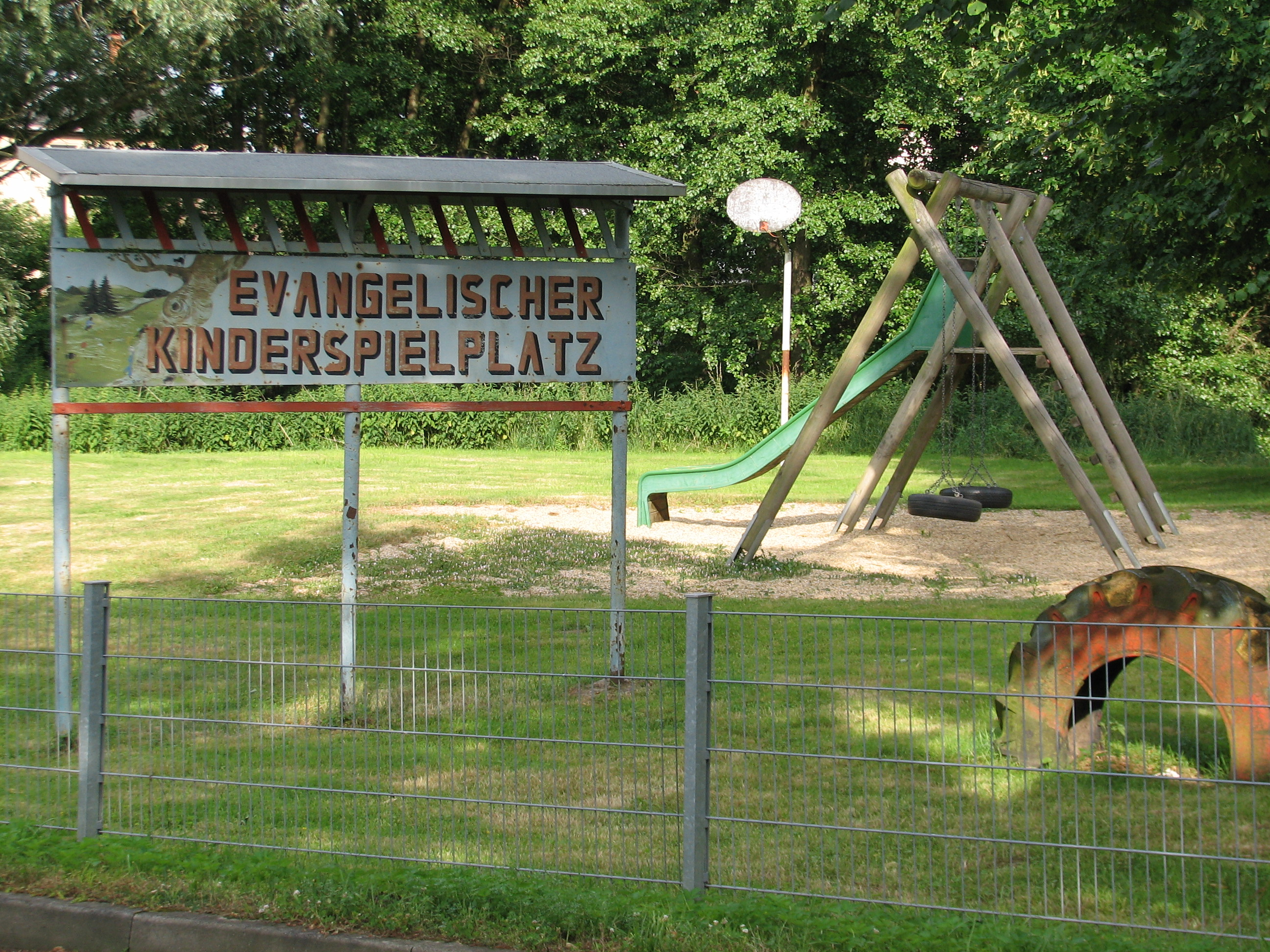
Protestantské dětské hřiště v Rippicha se navrací k myšlence Oskara Brüsewitze (foto 2017)

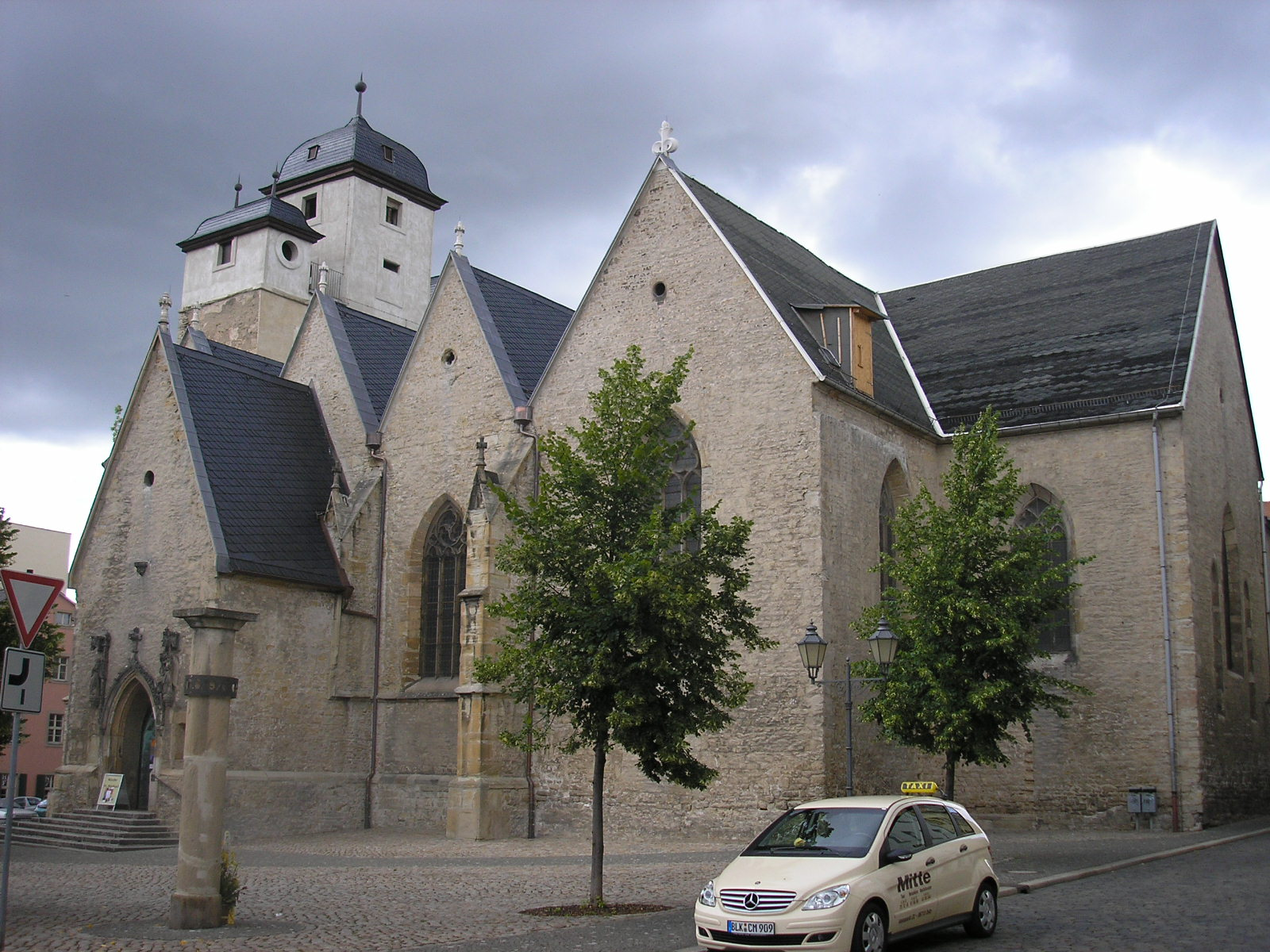
Michaeliskirche a pamětní sloup

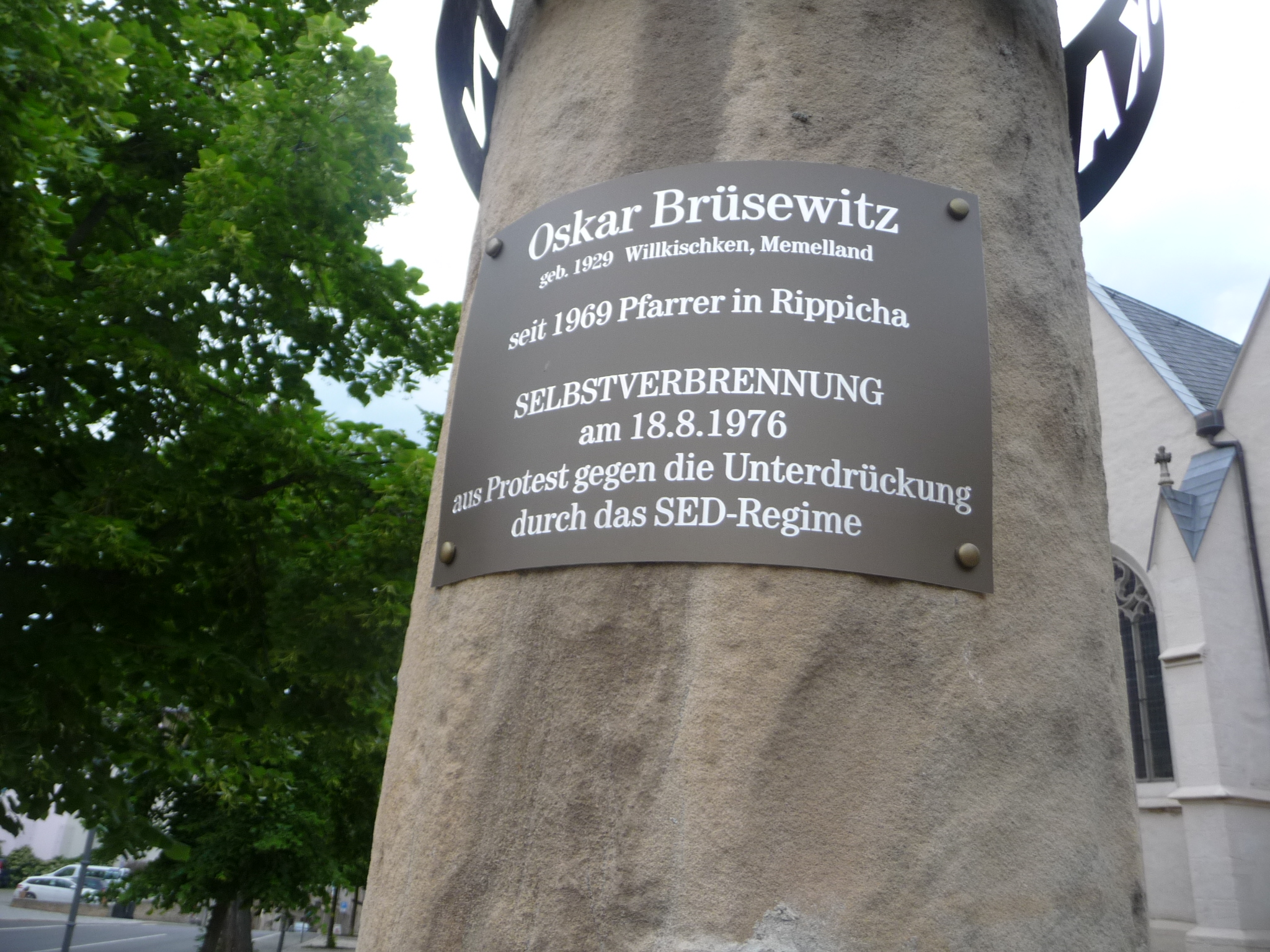
Pamětní deska Oskara Brüsewitze na pamětním sloupu

Oskar Brüsewitz (30. května 1929, Vilkyškiai, Litva  - 22. srpna 1976, Halle, Německá demokratická republika ) byl východoněmecký luteránský pastor, který se upálil na protest proti potlačování náboženství v komunistickém východním Německu (NDR). Bezprostřední příčinou byly rozepře s prostátním vedením evangelické církve.

## Život
V roce 1944 se teprve patnáctiletý Oskar Brüsewitz s blížícím se koncem druhé světové války nechal naverbovat do řad vojáků wehrmachtu. Upadl do zajetí Rudou armádou a stal se tak válečným zajatcem. Po skončení druhé světové války pracoval jako obuvník. Ke křesťanství jej přivedl vliv jeho rodiny (kolem roku 1954) a v letech 1964 až 1969 navštěvoval luteránský seminář v durynském Erfurtu. Teologická studia zakončil v roce 1970, kdy byl vysvěcen v evangelickém luteránském (protestantském) kostele Rippicha (v okrese Zeitz). Oskar Brüsewitz na sebe upozornil východoněmecké úřady nejen svojí kritikou komunistického režimu, ale i symbolickými protesty a to včetně instalace kříže složeného z neonových svítidel, který umístil ve svém kostele. Provládní vedení jeho církve jej v roce 1976 navrhlo přesunout do jiného rektorátu. To byl okamžitý spouštěcí impuls pro spáchání sebevraždy upálením na veřejném trhu před kostelem v Zeitzu. Úředníci ministerstva pro státní bezpečnost sice oheň rychle uhasili, ale Oskar Brüsewitz o čtyři dny později zemřel v důsledku popálenin.
V den svého protestu 18. srpna 1976 umístil Brüsewitz na střechu svého auta před kostelem Michaeliskirche v Zeitzu dva plakáty obviňující komunisty z represí. Stálo na nich: „Funkspruch an alle – Funkspruch an alle – Wir klagen den Kommunismus an wegen Unterdrückung der Kirchen in Schulen an Kindern und Jugendlichen“ a „Funkspruch an alle – Funkspruch an alle – Die Kirche in der DDR klagt den Kommunismus an! Wegen Unterdrückung der Kirchen in Schulen an Kindern und Jugendlichen“ ve volném překladu: „Rádiová zpráva všem - Rádiová zpráva všem - obviňujeme komunismus z potlačování církví ve školách pro děti a mládež“ a „Rádiová zpráva všem - Rádiová zpráva všem - Církev v NDR obviňuje komunismus! Kvůli útlaku církví ve školách s dětmi a mladými lidmi“. Ve svém dopise před sebevraždou psal Oskar Brüsewitz o „předstíraném hlubokém míru, který také pronikl do křesťanství“ ve východním Německu, zatímco ale ve skutečnosti došlo k „mocné válce mezi světlem a temnotou“.
Brüsewitz zemřel na své těžké popáleniny dne 22. srpna 1976 v nemocnici v Halle Dölau. Jeho sebeobětování přineslo podporu jak jeho farníkům, tak představitelům církve a vedlo uvnitř církevní hierarchie k přehodnocení vztahu s komunistickou diktaturou. Dnešní protestantská církev vidí v jeho činu první krok k projevům masového lidového odporu, které v roce 1989 vedly ke kolapsu východního Německa.
Komunistické úřady se zpočátku pokusily umlčet a cenzurovat informace o celé události, ale když zprávy přesto unikly na veřejnost a setkaly se zde se vzrůstající podporou, byl Oskar Brüsewitz označen za psychopata. Dne 31. srpna 1976 Neues Deutschland, oficiální noviny tehdejší vládnoucí strany východního Německa (SED), vytiskly článek s názvem „Du sollst nicht falsch Zeugnis reden“, který tvrdil, že sebeupálení je činem nemocného a pomateného muže. Podobný článek se objevil v Die Neue Zeit, novinách Východoněmecké křesťansko–demokratické unie.
O dvacet let později, šest let po sjednocení Německa, si v roce 1996 v protestantském kostele církevní provincie Sasko připomněli věřící i duchovní jeho oběť. Biskup Dehmke nazval jeho smrt „aktem zoufalství“ na protest proti represivní povaze komunistického režimu a příliš blízké spolupráci představitelů tehdejší církve s oficiální státní ideologií a jejími představiteli.
Při příležitosti 30. výročí jeho smrti (2006) napsal Neues Deutschland omluvu za článek, který v roce 1976 o Oskaru Brüsewitzovi publikovali. V omluvě připustili, že příspěvek byl „pomlouvačný“ a že jej nepsali jejich tehdejší novináři, nýbrž že text vznikl v jedné z mnoha kanceláří ústředního výboru SED. Kromě zmíněné omluvy také publikovali několik z tisíců kritických dopisů, které tehdy dostali do redakce od čtenářů a jenž nebyly v roce 1976 otištěny. Potlačování opozice v tehdejším východním Německu má za úkol dokumentovat a prezentovat veřejnosti Brüsewitzovo centrum (německy Brüsewitz-Zentrum) působící v Německu, které bylo založeno iniciativou členů Panevropy. Cílem centra je napravit škody na veřejném chápaní a uvědomování si náboženské svobody napáchané východoněmeckým režimem.
Brüsewitzova smrt je v Německu známá jako „Fanal von Zeitz“ nebo „Fire Signal of Zeitz“ („Ohňový signál z Zeitzu“).